# Unter Null
Unter Null – projekt muzyczny Ericki Dunham, pochodzącej z Seattle w USA, powstały w 1998 roku. Nazwa pochodzi z języka niemieckiego i oznacza "poniżej zera".

## Działalność artystyczna
W wieku 17 lat Erica Dunham zaczęła tworzyć pod pseudonimem "Unter Null". Jej przygoda z muzyką elektroniczną zaczęła się po opanowaniu gry na wiolonczeli, gitarze i instrumentach klawiszowych.
Początkowo Unter Null zdecydowała się na tworzenie muzyki Power noise.
Demonstracyjna wersja jej płyty z muzyką power noise powstała w roku 2000.
W 2002 roku, po rozmowach z wytwórnią Annihilvs powstał jej pierwszy, jedynie internetowy, album – "Neocide"
Po dołączeniu do Alfa Matrix, Unter Null wydała pięć pozycji: Sick Fuck EP, The Failure Epiphany, Absolution i Sacrament EP oraz Moving On. Współpracowała także z wieloma artystami sceny elektronicznej, co doprowadziło do powstania wielu kompilacji z między innymi jej utworami oraz płyt z remiksami. Jej występy na żywo rozpoczęły się w 2005 roku. W późniejszych latach organizowała trasy koncertowe na całym świecie.
Erica zdobyła wielu fanów dzięki połączeniu ostrej, agresywnej muzyki elektronicznej z tekstami o nieszczęśliwej, tragicznej miłości oraz jej skutkach. Poza wymienioną już cięższą muzyką, Dunham tworzy także w bardziej melodycznym i delikatnym stylu, który pojawił się w jej drugim projekcie: Stray. Oba nurty łączą jednak poruszające słuchacza emocje.
W 2010 roku Erica pod nazwą Unter Null nagrała kolejny album: Moving On, który połączył w sobie eteryczność i agresję z jej obu projektów.

## Dyskografia

### Albumy
- 2002 Neocide
- 2005 Sick Fuck EP
- 2005 The Failure Epiphany
- 2006 Absolution EP
- 2010 Moving On
- 2010 Moved On